# Canon EOS 1100D
1000D 1200D
Le Canon EOS 1100D, EOS Rebel T3 en Amérique du Nord ou également EOS Kiss X50 au Japon, est un appareil photographique reflex numérique de 12,2 mégapixels, montant jusqu'à 6400 ISO, annoncé par Canon le 17 février 2011 puis retiré du catalogue de Canon France en février 2014. C'est un appareil reflex numérique d'entrée de gamme qui introduit le mode vidéo dans ce segment et remplace le 1000D.

## Caractéristiques
- Capteur CMOS de 12,1 mégapixels effectifs.
- Processeur d'images DIGIC 4.
- écran arrière LCD 2,7 pouces (6,8 cm) de 230 000 points.
- Autofocus 9 points avec des capteurs disposés en croix.
- Mode rafale jusqu'à 3 images par seconde pour 830 images JPEG ou 2 images par seconde pour 5 images RAW.
- Sensibilité ISO 100–6400.
- Objectifs Canon EF/EF-S.
- Formats de fichiers : JPEG, RAW (14-bit CR2).